# Gordon Alexander
Gordon Reuben Alexander (ur. w 1885 w Kensington, zm. 24 kwietnia 1917 w Villers-Plouich) – brytyjski szermierz; członek brytyjskiej drużyny olimpijskiej w 1912 roku.

## Życiorys
Uprawiał golf i żeglarstwo, ale poważniejsze sukcesy odnosił tylko w szermierce. Był mistrzem Wielkiej Brytanii we florecie. Startował indywidualnie we florecie i szabli na Igrzyskach Olimpijskich w Sztokholmie.
Podczas I wojny światowej służył w brytyjskiej armii, początkowo w Królewskich Fizylierach, a następnie w stopniu porucznika w Regimencie East Surrey. Walczył we Francji. Zginął podczas ataku swojego pułku na Villers-Plouich, kiedy usiłował opatrzyć rannego żołnierza, walczącego pod jego dowództwem.